# Sucha Wieś (gromada)
Sucha Wieś – dawna gromada, czyli najmniejsza jednostka podziału terytorialnego Polskiej Rzeczypospolitej Ludowej w latach 1954–1972.
Gromady, z gromadzkimi radami narodowymi (GRN) jako organami władzy najniższego stopnia na wsi, funkcjonowały od reformy reorganizującej administrację wiejską przeprowadzonej jesienią 1954 do momentu ich zniesienia z dniem 1 stycznia 1973, tym samym wypierając organizację gminną w latach 1954–1972.
Gromadę Sucha Wieś z siedzibą GRN w Suchej Wsi utworzono – jako jedną z 8759 gromad – w powiecie augustowskim w woj. białostockim, na mocy uchwały nr 10/V WRN w Białymstoku z dnia 4 października 1954. W skład jednostki weszły obszary dotychczasowych gromad Sucha Wieś, Jaśki, Planta, Sołdacka Słoboda, Szkocja, Wronowo, Jankielówka i Ziółkowo ze zniesionej gminy Dowspuda w tymże powiecie. Dla gromady ustalono 13 członków gromadzkiej rady narodowej.
1 stycznia 1955 roku gromadę przyłączono do powiatu suwalskiego.
1 stycznia 1958 do gromady Sucha Wieś przyłączono wsie Chomontowo, Korytki i Wysokie ze znoszonej gromady Pruska Mała w powiecie augustowskim, po czym gromadę Sucha Wieś zniesiono, włączając jej obszar do gromady Raczki.